# Český Těšín (nádraží)
Český Těšín (Czeski Cieszyn) je železniční stanice v Českém Těšíně na adrese Nádražní 1133. Nachází se v km 319,262 trati Bohumín–Čadca. Nádrážní budova byla v roce 2006 prohlášena kulturní památkou ČR.

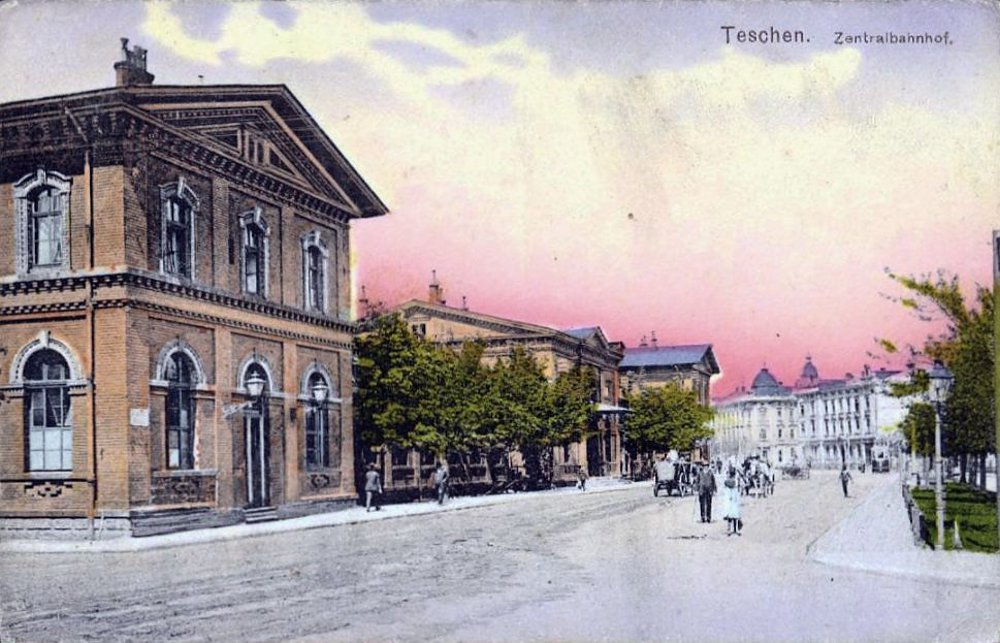
Nádraží Český Těšín v roce 1917

## Historie
Historie stanice je spjata s výstavbou dvou železnic. V roce 1869 byla zahájena výstavba Košicko-bohumínské dráhy (KBD). 1. února 1869 bylo otevřeno nádraží, kdy byla zprovozněna jednokolejná trať z Bohumína o délce 32 km. Výpravní budova KBD byla situována na západ od kolejiště na dnešní ulici Jablunkovská. Do roku 1871 to bylo nevýznamné nádraží, kterým projížděly dva smíšené vlaky denně, ale již v roce 1875 tudy projíždělo 55 vlaků. V letech 1887–1888 stavěla společnost Severní dráha císaře Ferdinanda (SDCF) tzv. Dráhu moravsko-slezských měst (DMSM) z Kojetína do Českého Těšína a dále do Bílska (dnes Bílsko-Bělá v Polsku). Vlastní nákladové nádraží bylo umístěné rovnoběžně s nákladovým nádražím KBD. Na východ od kolejiště osobního nádraží KBD postavila SDCF novou výpravní budovu, která sloužila oběma společnostem. Výpravní budova byla otevřena v roce 1889. Původní výpravna KBD byla adaptována na obytný dům pro zaměstnance dráhy.
V roce 1907 byla dána do provozu druhá kolej KBD na trase Jablunkov – Český Těšín a v roce 1915 na trase Bohumín – Český Těšín. Zdvojkolejnění celé trase KBD bylo dokončeno až po druhé světové válce. Elektrizace stanice a dráhy proběhlo v letech 1962–1964.

### Výpravní budova
Zvyšující nároky na dopravu, hlavně na množství cestujících, nutily architekty a stavitele k rozšiřování stávajících výpravních budov nebo výstavbě nových, a v případě DMSM, i reprezentativních výpravních budov. Takové stavby nepodléhaly typizaci objektů a byly stavěny v uzlových stanicích na konci 19. a začátku 20. století.
Reprezentativní výpravní budova v Českém Těšíně vznikla ve stavební kanceláři SDCF pod vedením ředitele Viléma Astema. Architektem výpravní budovy byl Anton Dachler (1841–1921). Hmotově je objekt rozdělen do pěti výškově rozdílných částí. Na ústřední budovu s vestibulem a pokladnami navazují postranní přízemní trakty ukončené patrovými kolmými křídly. V jižním přízemním traktu vedla chodba, jejíž okna s valenými oblouky směřovala podél uliční strany a celou ji prosvětlovala. Z chodby se vstupovalo do jednotlivých čekáren a do restaurace kolmého křídla. V severním přízemním traktu byly umístěny služební místnosti a v jeho křídle byl poštovní úřad. Nástupiště u budovy bylo kryto pultovou střechou, podepřenou půlkruhovými oblouky na litinových sloupech. Pod touto arkádou se nacházela zahradní restaurace. Střecha byla ukončena na obou stranách přízemními budovami lampárny a výdeje zavazadel. Postupem času byly oblouky odstraněny včetně přízemních budov a samotná pultová střecha byla nahrazena novou na betonových sloupech při rekonstrukci nádraží v letech 1963–1964.

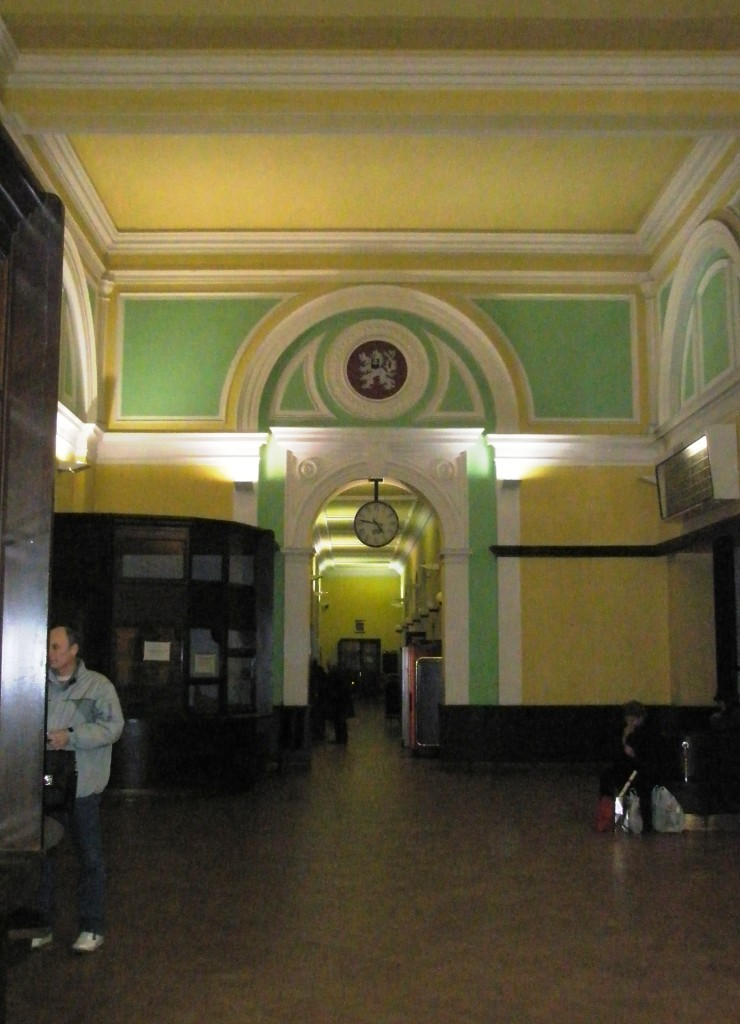
Výzdoba vestibulu v roce 2008

Barevná fasáda z červených cihel v lizénových rámech ze žlutobílé cihly podtrhuje její plastické členění. Přízemní okna zdůrazňují oblouky. V křídlech jsou okna zdůrazněna nejen oblouky, ale i šambránou opět ze žlutobílých vystupujících cihel. Z dalších prvků můžeme upozornit např. na zubořezy a stupňovité korunní římsy.
Vstup do vestibulu zvýraznil klasický portál završený trojúhelníkovým štítem, s termálním oknem a s hodinami nade dveřmi. Motiv termálního okna byl zopakován také v plastickém členění interiéru vestibulu o světlé výšce jednoho a půl podlaží. Stěny vestibulu byly zdobeny rostlinnými motivy a v prvním podlaží bylo iluzivní novorenesanční kvádrování.
Vnitřní výzdobu obdobného provedení můžeme vidět v restaurovaném vestibulu výpravní budovy v polském Bílsku-Bělé, kterou také navrhoval architekt Anton Dachler.
Po druhé světové válce význam nádraží v Českém Těšíně vzrostl. V letech 1963–1964 začala modernizace nádraží. Byl vybudován pochod pro chodce k nástupištím s východem na Jablunkovskou ulici. Zrušena byla lávka pro pěší vedená nad kolejemi z ul. Nádražní na ul. Jablunkovská. Byla zbořena výpravní budova původní dráhy KBD z roku 1871.
V roce 1964 byla ukončena elektrizace nádraží, první vlak tažený elektrickou lokomotivou projel nádražím 1. července téhož roku. Zanedlouho vzrostl počet tranzitujících vlaků na 80 denně.

### Současný stav
Další rekonstrukce proběhla v roce 2002. Byla provedena částečná rehabilitace objektu, při níž byly odstraněny nesmyslné a nekoncepční zásahy minulých let. Na prvním nástupišti byl postaven výtah pro imobilní cestující. Byl opraven podchod, který spojuje i dvě ostrovní nástupiště. 4. nástupiště je také přístupné z ulice Jablunkovská. 5. nástupiště se používá málo. Od prosince 2013 byla ve stanici prováděná kompletní rekonstrukce.
Pro velmi kvalitní architektonickou stránku a reprezentativní pojetí stavby byla výpravní budova nádraží železniční stanice Český Těšín, z toho jen výpravní budova (komplex tří budov) 13. března 2006 prohlášená kulturní památkou, rejstříkové číslo ÚSKP 101788.

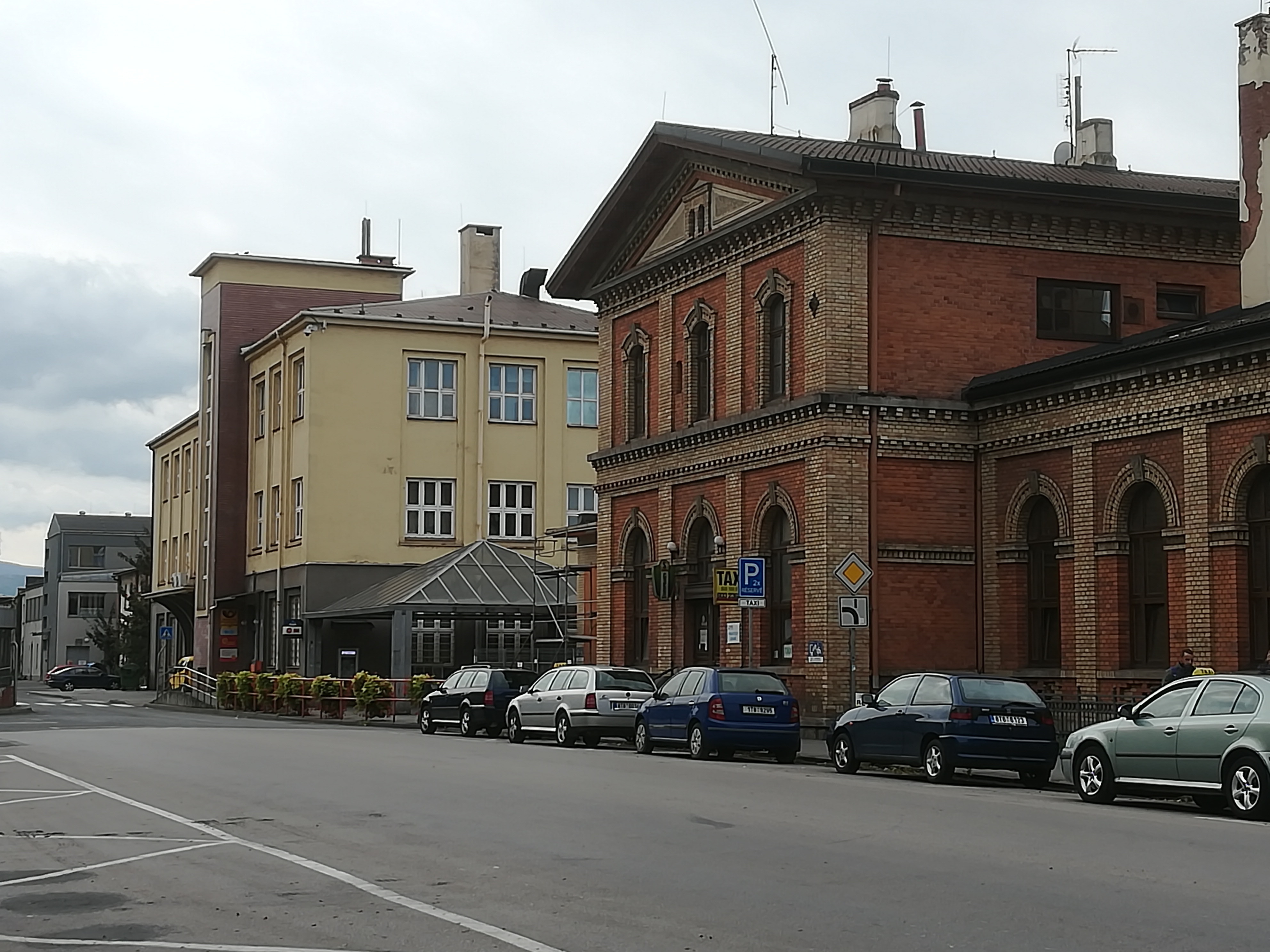
Vlevo od výpravní budovy stojí budova pošty

Roku 2024 byla ve vestibulu nádraží odhalena pamětní deska Ludwiga Hoheneggera.

### Budova pošty
Jižně od výpravní budovy byla v roce 1932 postavena samostatná funkcionalistická budova poštovního úřadu. Projekt vypracoval Ing. arch. Josef Zdražila v roce 1929. V budově se nacházel i celní a pasový úřad pro odbavování zásilek do zahraničí. Pro potřebu pošty byla dodatečně přivedena k budově kusá kolej k posunu poštovních vozů.

### Další zajímavosti
- Před nádražím byla zastávka elektrické tramvajové dráhy, jejíž provoz byl zahájen 12. února 1911.
- Na nádraží v Českém Těšíně stavěl slavný Orient expres na své cestě z Berlína do Konstantinopole.
- Navštívil jej císař František Josef I. při své cestě do Těšína.

## Dřívější názvy[5]
- 1869–1918 Teschen
- 1921–1938 Český Těšín
- 1938–1939 Cieszyn Zachodni
- 1939–1945 Teschen Hauptbahnhof
- 1945–2015 Český Těšín
- 2015–dosud Český Těšín (Czeski Cieszyn)

## Fotogalerie

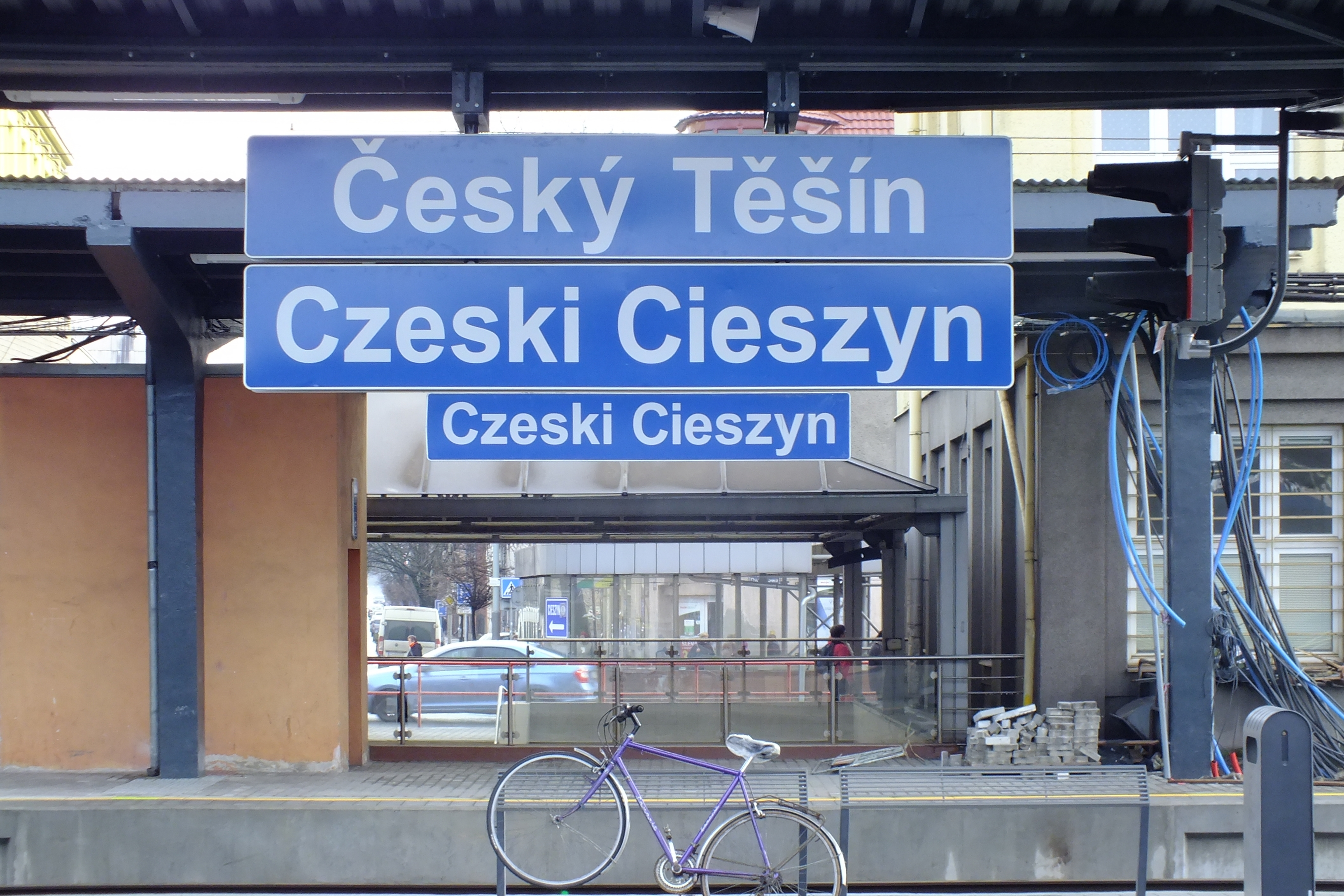
Polský nápis ve stanici
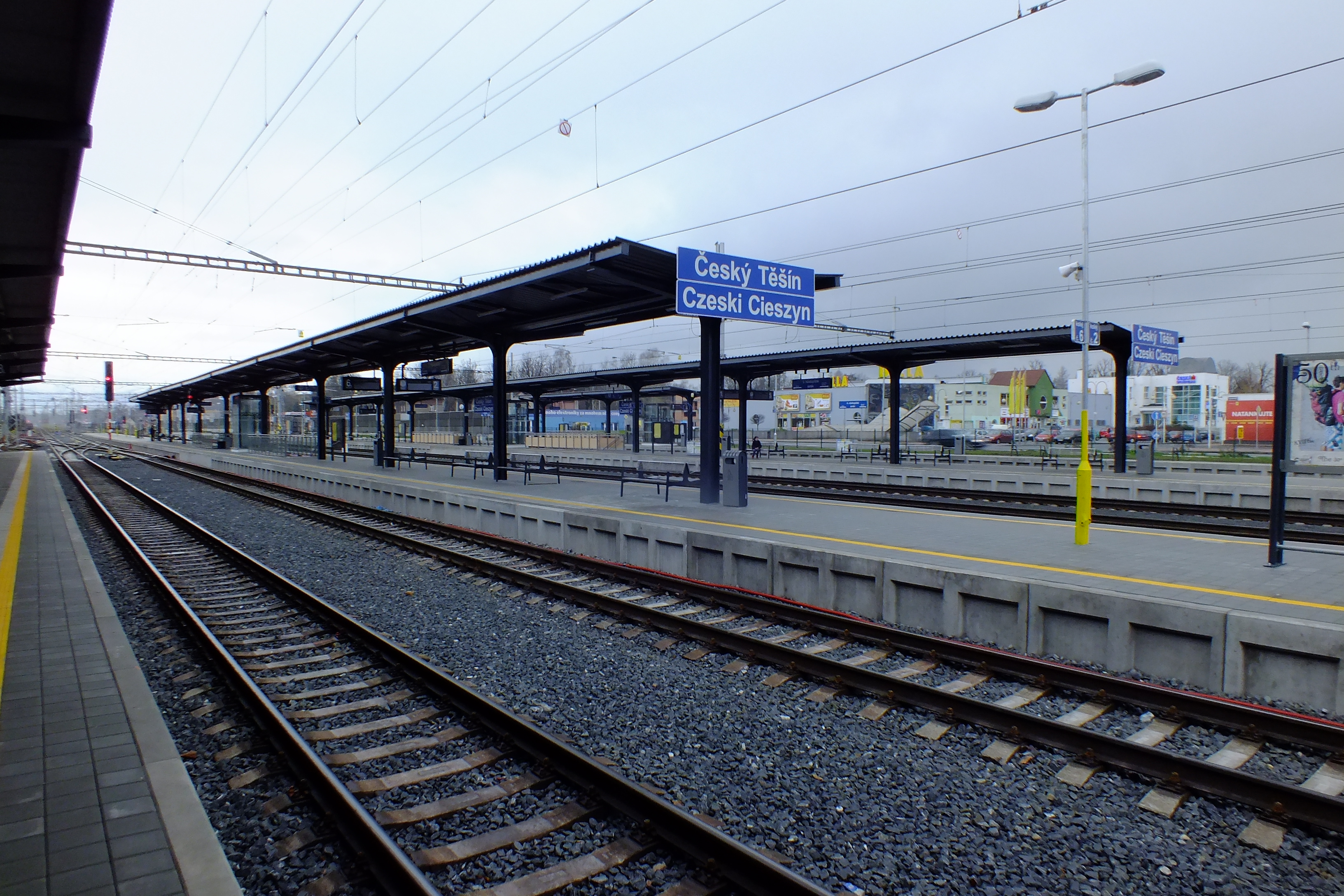
Zastřešení nástupišť
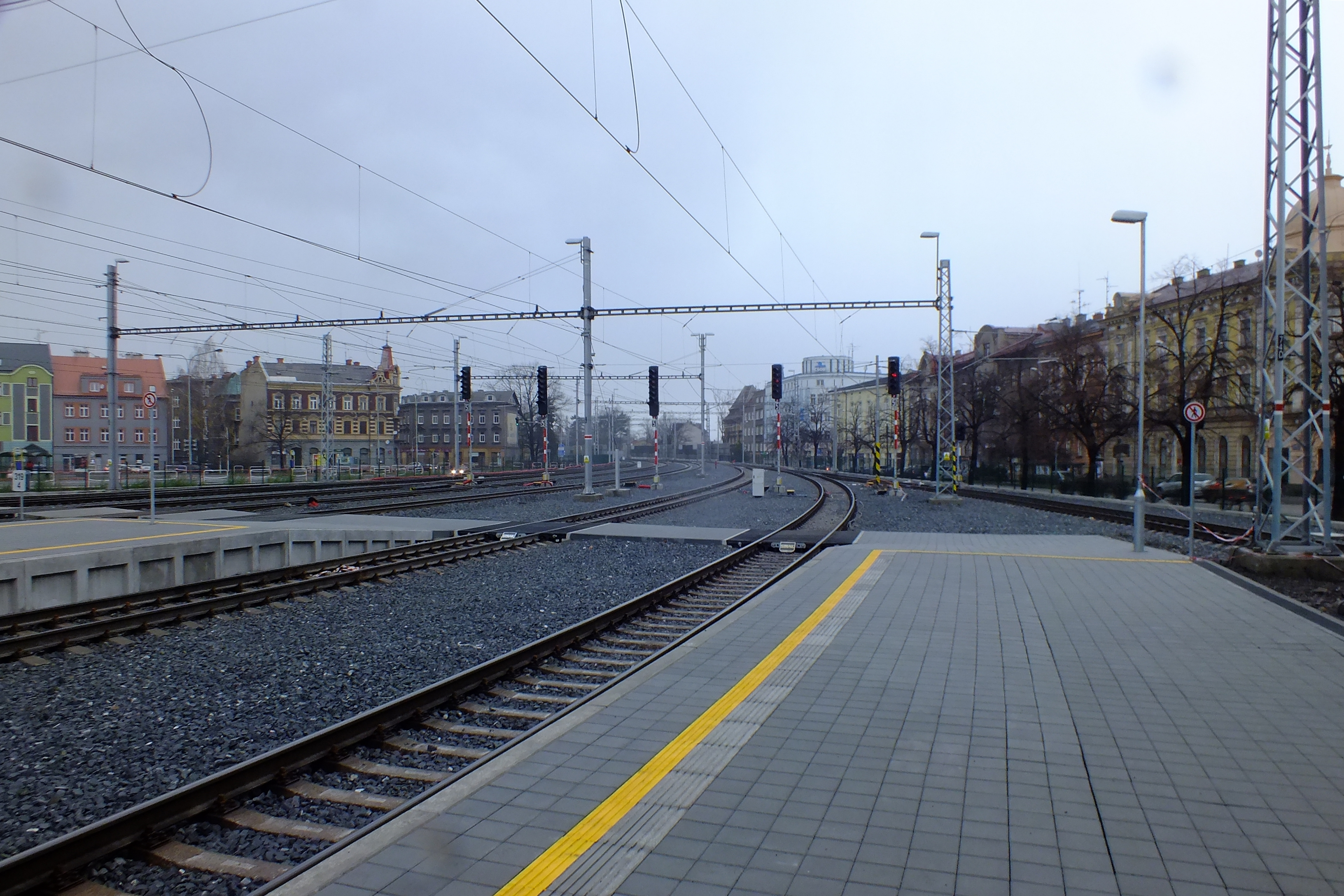
Bohumínské zhlaví
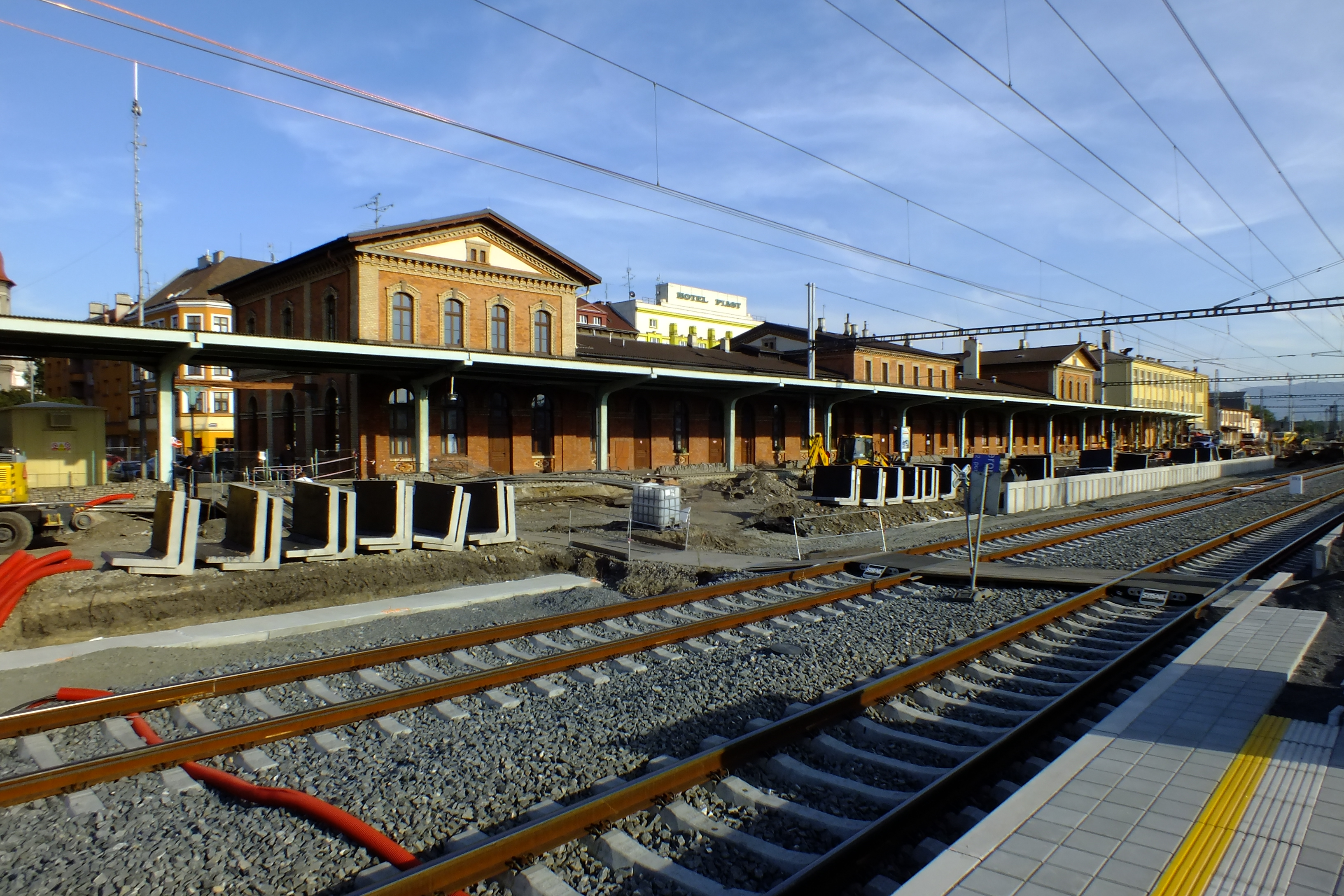
Staniční budova v průběhu rekonstrukce
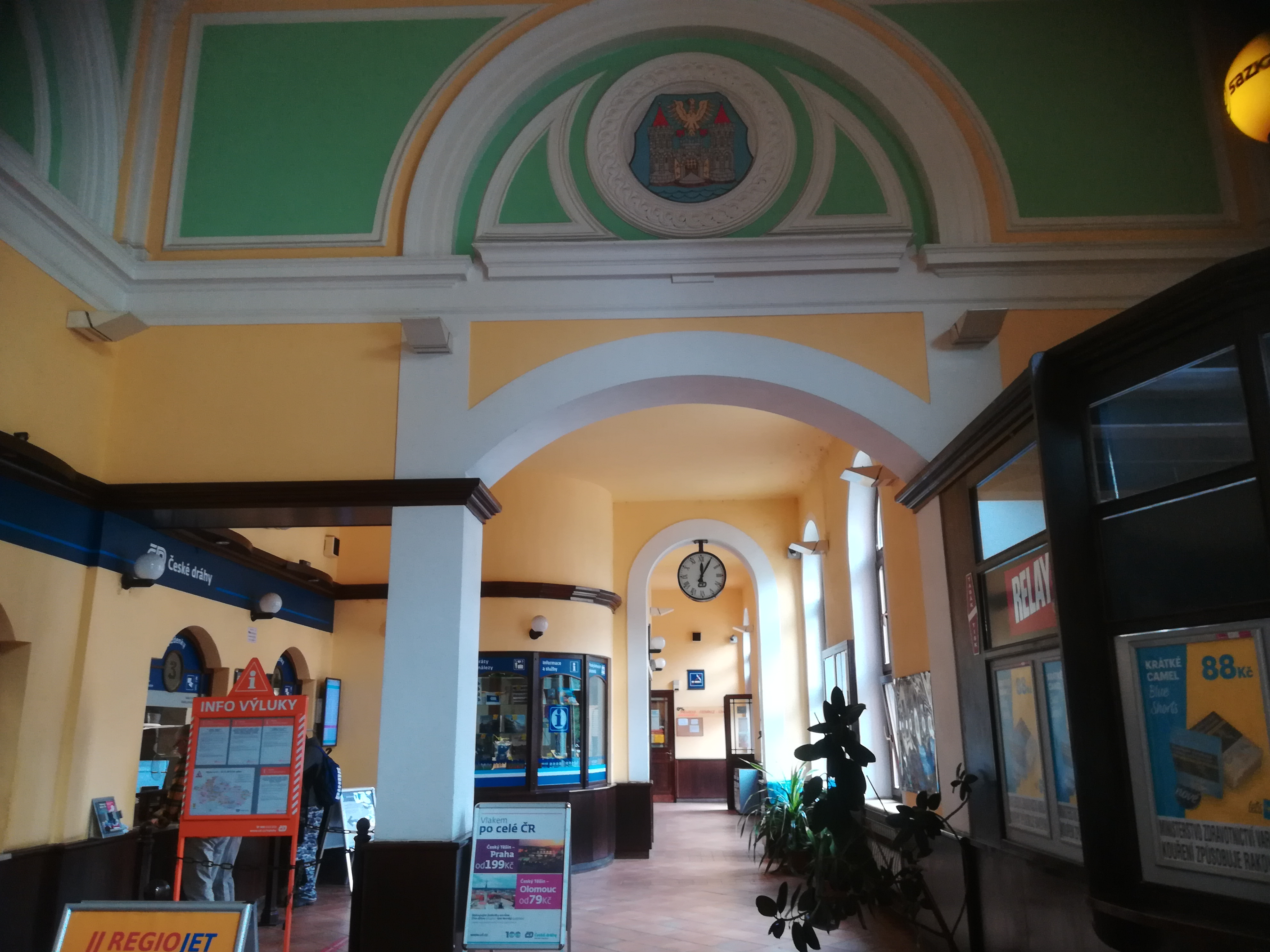
Vestibul
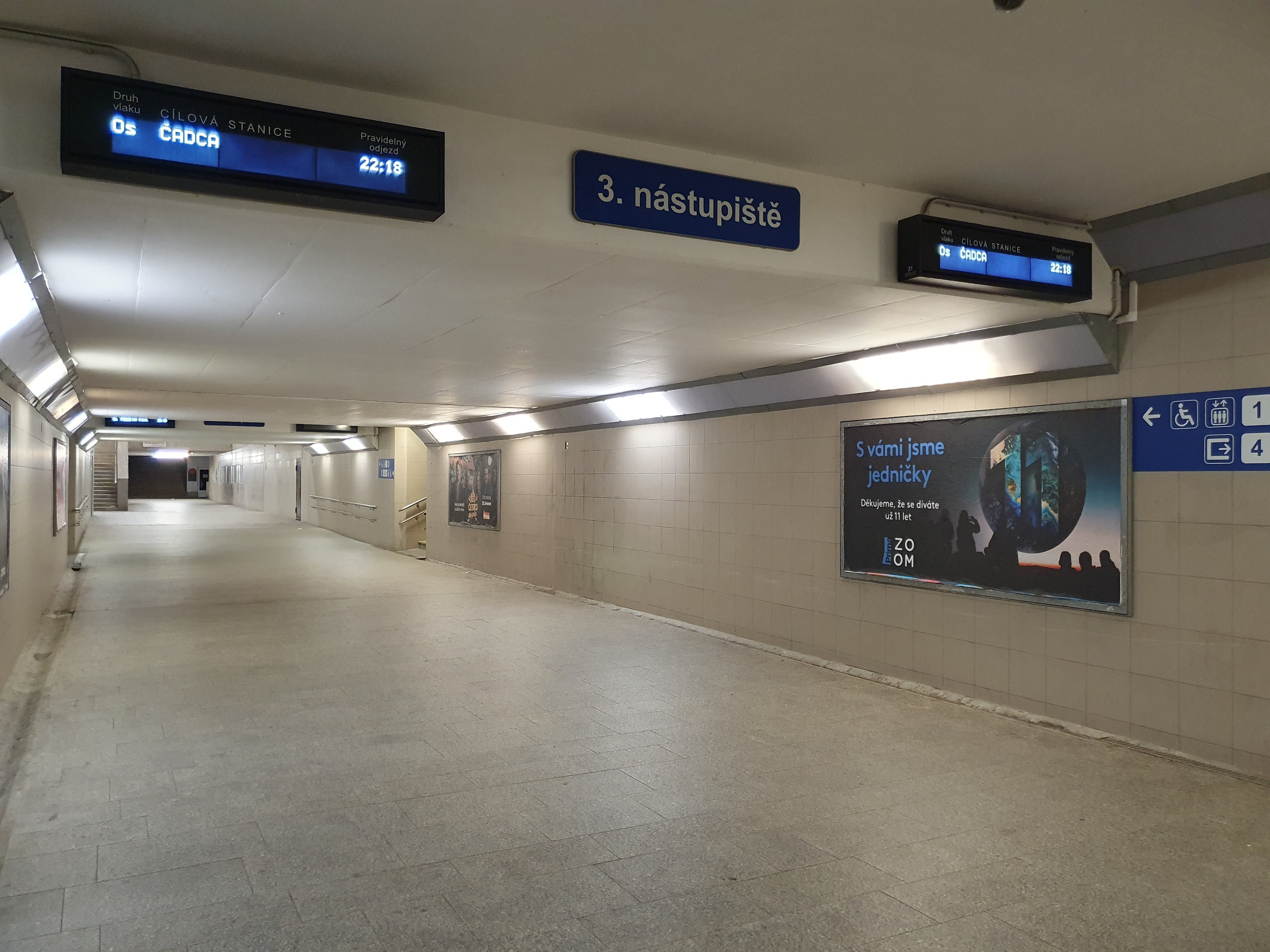
Podchod pod nástupišti